# Gayego
Gayego, född 26 mars 2005, död 31 augusti 2022, var ett engelskt fullblod, mest känd för att ha segrat i Arkansas Derby (2008) och Ancient Title Stakes (2009).

## Bakgrund
Gayego var en mörkbrun hingst efter Gilded Time och under Devil's Lake (efter Lost Code). Han föddes upp av Hargus Sexton & Sandra Sexton och ägdes av Cubanacan Stables (2007–08), A. C. Avila (2008), Godolphin Racing (2008–16) och Bar None Ranches (2016–). Han tränades under tävlingskarriären av Paulo Lobo (2007–08), A. C. Avila (2008) och Saeed bin Suroor (2009–11).
Gayego såldes hastigt till A. C. Avila i december 2008, som kort därefter sålde honom vidare till Godolphin Racing.

## Karriär
Gayego tävlade mellan 2007 och 2011, och sprang in 1 751 120 dollar på 21 starter, varav 8 segrar, 4 andraplatser och 2 tredjeplatser. Han tog karriärens största segrar i Arkansas Derby (2008), Ancient Title Stakes (2009) och Dayjur Mahab Al Shimaal (2009). Han kom även på andra plats i Godolphin Mile (2009) och på tredje plats i Triple Blend Handicap (2010) och Breeders' Cup Dirt Mile (2010).
Som treåring deltog han i 2008 års upplaga av Kentucky Derby på Churchill Downs i Louisville, Kentucky. Trots att han tillhörde en av de favoritspelade hästarna, slutade han på 17:e plats i löpet. Även i 2008 års upplaga av Preakness Stakes var han en av de favoritspelade hästarna, men slutade på 11:e plats av 12 hästar.

### Som avelshingst
Gayego stallades upp som avelshingst på Norse Ridge Farm i King City i Ontario i Kanada 2012. Han flyttades till Bar None Ranches i DeWinton i Alberta inför säsongen 2013. Gayego avled av kolik den 31 augusti 2022.